# لوك مور (لاعب كرة قدم)
لوك مور (بالإنجليزية: Luke Moore)‏ (27 أبريل 1988 في المملكة المتحدة - ) هو لاعب كرة قدم بريطاني في مركز الهجوم. شارك مع منتخب إنجلترا لكرة القدم C ‏. أما مع النوادي، فقد لعب مع إبسفليت يونايتد ونادي مارغيت وإيه أف سي ويمبلدون.

## وصلات خارجية
- لوك مور على موقع قاعدة بيانات كرة القدم.إي يو (الإنجليزية)
- لوك مور على موقع Soccerbase.com (لاعب) (الإنجليزية)